# Цахани
Цахани (груз. წახანი) — село в Грузии, на территории Адигенского муниципалитета края (мхаре) Самцхе-Джавахети.

## География
Село находится в южной части Грузии, на южном склоне Месхетского хребта, на правом берегу реки Кархухи (левый приток реки Оцхе), на расстоянии 12 километров (по прямой) к северо-востоку от посёлка городского типа Адигени, административного центра муниципалитета. Абсолютная высота — 1249 метров над уровнем моря.

## Население
По результатам официальной переписи населения 2014 года, в Цахани проживало 228 человек (117 мужчин и 111 женщин). В национальной структуре населения грузины составляли 99,1 %, греки — 0,45 %, осетины — 0,45 %.
| Год  | Население, человек |
| ---- | ------------------ |
| 2002 | 297                |
| 2014 | ↘ 228              |